# آکر هلدینگ
آکر هلدینگ (انگلیسی: Aker Holding) شرکت هلدینگ نروژی است، که در سال ۲۰۰۷ تأسیس شد.